# Xipiu emmascarat
El xipiu emmascarat (Poospiza hispaniolensis) és un ocell de la família dels tràupids (Thraupidae).

## Hàbitat i distribució
Habita zones àrides amb matolls, cactus i terres de conreu de les terres baixes i vessant occidental de Andes del sud-oest de l'Equador i oest del Perú.